# Esteban II de Bosnia
Esteban II (en bosnio: Stjepan II Kotromanić, en serbio: Стефан II Котроманић) fue Ban de Bosnia desde 1314, pero en realidad fue desde 1322 hasta 1353 junto con su hermano, Vladislao en 1326-1353. Era el hijo del Ban de Bosnia Esteban I Kotromanić e Isabel de Serbia, la hermana del rey Esteban Vladislav II de Sirmia. A lo largo de su reinado en el siglo XIV, Esteban gobernó las tierras desde Sava hasta el Adriático y de Cetina hasta Drina. Fue miembro de la Casa de Kotromanić. Fue enterrado en su iglesia católica franciscana en Mile, cerca de Visoko, Bosnia.